# Tschan (Glocke)

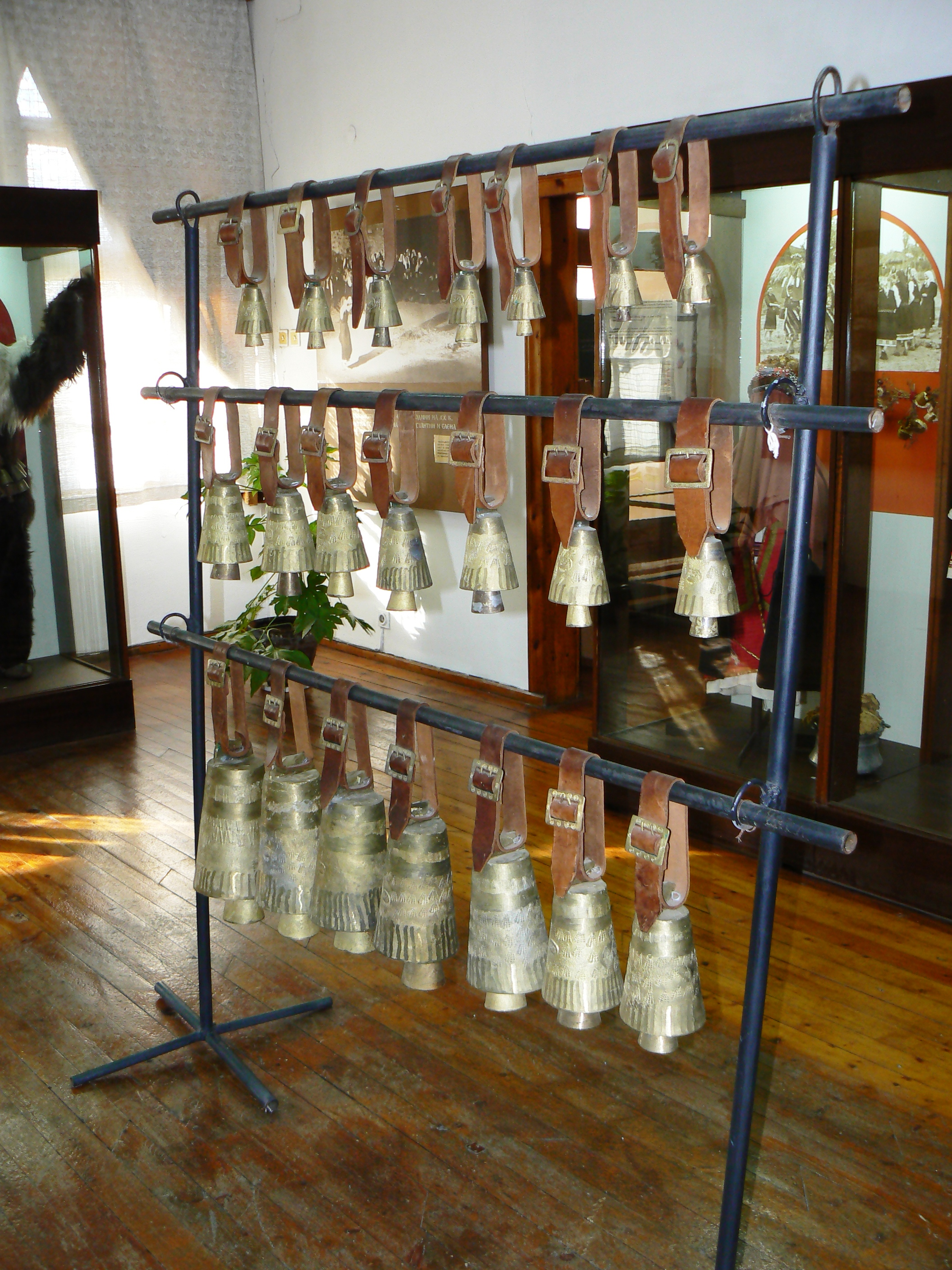
Tschanowe im ethnographischen Museum in Burgas

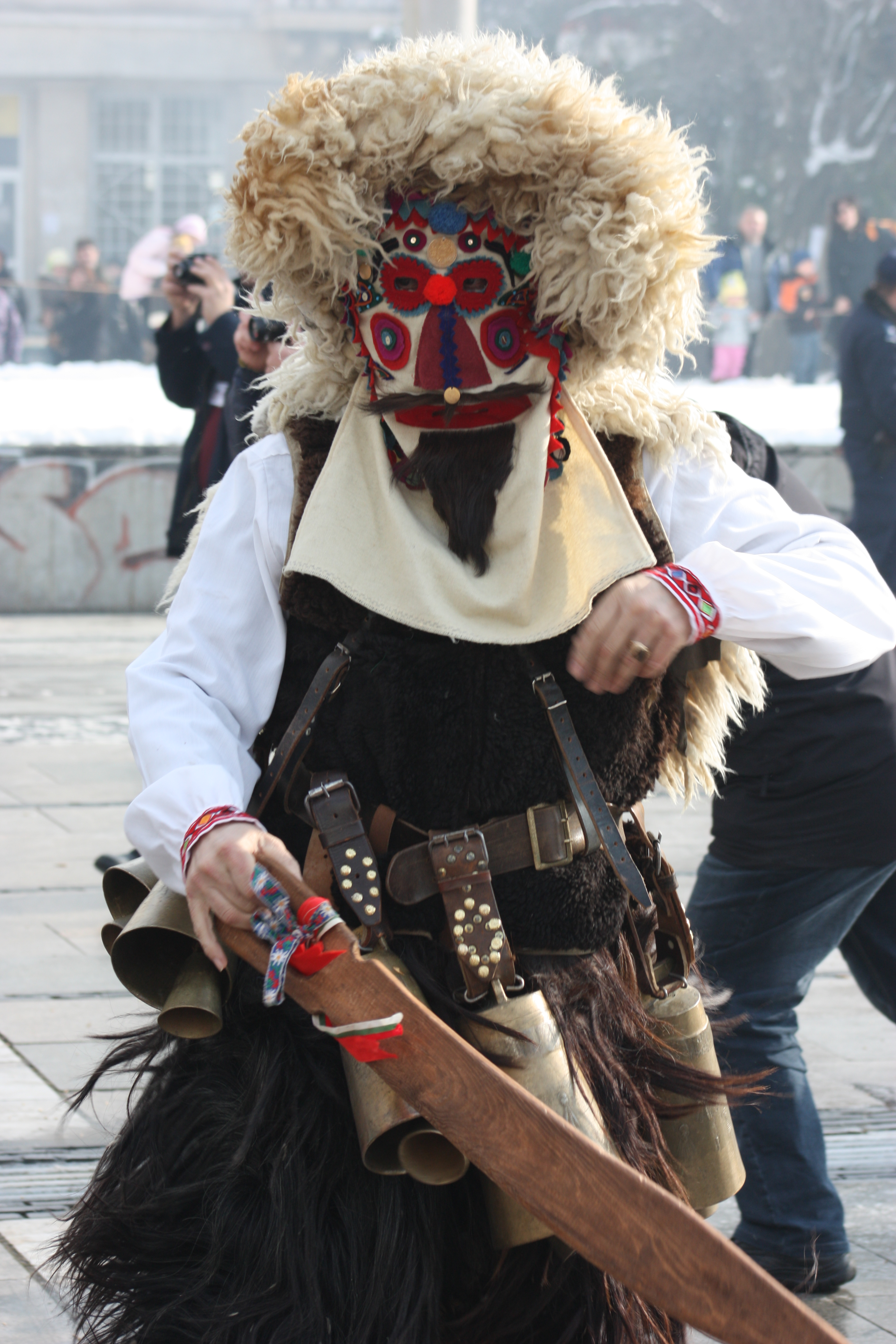
Kukeri-Tänzer (Kuker) in typischer Kostümierung mit Tschan

Tschan (bulgarisch чан; Plural чанове, Tschanowe, entsprechend türkisch çan, „Glocke“) sind aus Bronze gegossene Schafglocken ähnlich den Kuhglocken, die als musikalisches Perkussionsinstrument dienen. Sie haben eine Konusform und werden in der bulgarischen Folklore, bei Kukeri-Tänzen und als Signalinstrument für Haustiere verwendet.
Eine Reihe von mehreren hintereinander angeordneten Tschanowe wird auch als Djusija (дюзия) bezeichnet. Tschanowe sind auch unter anderen Namen bekannt:
- Tjuntschowe (тунчове)
- Tutschowe (тучове)
- Dwojanki (двоянки)
- Jasnizi (ясници)

Die Bezeichnung Tschan ist lautmalerisch und bezieht sich auf den Glockenklang „tschan-tschan-tschan“.
Die Kukeri-Tänzer tragen die Tschanowe am Gürtel, wenn sie am 1. Januar, dem Tag des Heiligen Wassili (Basilius der Große) ihre Tänze auf den Straßen aufführen; ebenso werden diese Glocken zu Feierwoche Sirni sagowesni (Сирни заговезни), die vor Ostern fällt und dem russischen Masleniza entspricht, getragen. Die Kukeri-Tänzer treten als furchterregende Figuren auf, die mit Kostümen aus Fellen, Federn und Schürzen bekleidet sind. Dazu tragen sie Ledergürtel, an denen die Tschanowe befestigt sind. Durch ständiges Hüpfen wird den Glocken ein ohrenbetäubender Lärm entlockt. Damit sollen die bösen Kräfte vertrieben werden und für Fruchtbarkeit und Wohlstand im kommenden Jahr gesorgt werden.
Die Tschanowe werden von Glockengießern in Bronze gegossen. Früher wurde der Bronze auch etwas Silber hinzugefügt, damit sie klangvoller klingen und um jedem Satz von Tschnowe seine unterschiedliche Tonalität zu geben. Die kleinsten Glocken wiegen 200 g.
Auch wenn die Tschanowe für die Volksmusik der Bulgaren keine unmittelbare Bedeutung haben, waren die Schafglocken stets ein ständiger Begleiter im Leben der Bulgaren. Überall kann und konnte man ihre harmonisch verschmelzenden Klänge hören. Eine Herde ohne Glocken war für das Volk keine wirkliche Herde. Die Schafglocke hat für den Hirten nicht nur eine nützliche Funktion, sie ist Musik. Die Schafhirten sind in Bezug auf den Klang der Glocken besonders anspruchsvoll. Bei der Glockenwahl horchen sie aufmerksam hin, ob sie auch klar und rein klingen. Auch kann der Eingeweihte an den Tonhöhen der Glocken erkennen, um welche Schafherde es sich handelt.
Freilaufende Schafherden bleiben relativ eng beieinander, während sich freigelassene Ziegenherden sofort weit zerstreuen. Deshalb haben die Ziegen meist die größeren, lauteren Glocken umgehängt bekommen. Bei den Schafen wurden oft nur einige besonders schöne Tiere mit Glocken markiert.